# Cinara

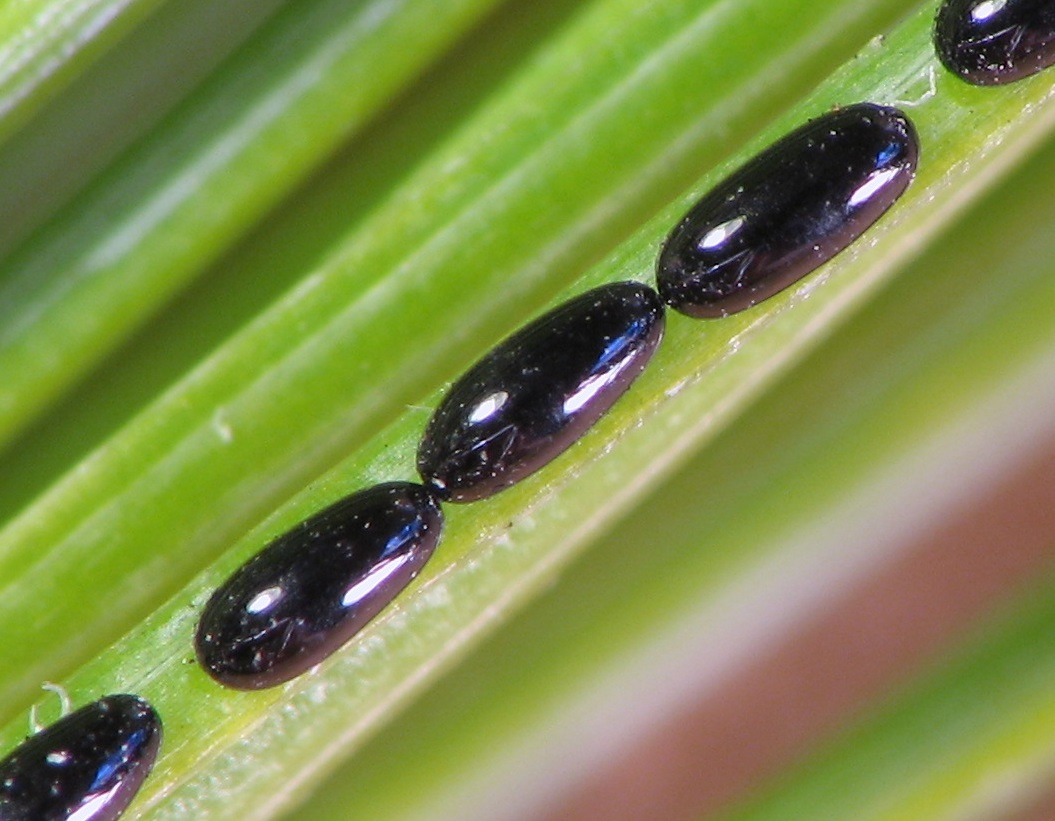
Huevos de Cinara strobi en Pinus strobus

Cinara, los áfidos de las coníferas o áfidos gigantes, son un género de pulgones de la familia Aphididae. Están muy difundidos en el hemisferio norte.
Se los encuentra en coníferas de las familias Pinaceae y Cupressaceae.
Algunas especies son plagas que atacan a los árboles de Navidad. Las avispas parasitoides del género Pauesia son específcas de estos pulgones.
Cinara cedri tiene tres simbiontes: Buchnera aphidicola, un simbionte  secundario y la bacteria Wolbachia.
Hay alrededor de 243 especies en el género.
Especies incluidas:
- Cinara abietis
- Cinara acutirostris
- Cinara cedri
- Cinara confinis
- Cinara cupressi
- Cinara fornacula
- Cinara laricis
- Cinara piceae
- Cinara piceicola
- Cinara pini
- Cinara pilicornis
- Cinara strobi